# Kenneth Egan
Kenneth « Kenny » Egan est un boxeur irlandais né le 7 janvier 1982 à Clondalkin.

## Biographie
En 2008, il est médaille d'argent aux Jeux olympiques de Pékin dans la catégorie des poids mi-lourds. Après sa retraite sportive actée en 2013, il décide de se lancer dans la politique, se portant candidat pour le conseil municipal de Dublin en 2014.